# Purity Wako
Purity Kategaya Wako (Ibanda, Uganda) é uma coach transformacional, nutricionista e ativista de Uganda. Membro da federação internacional de treinadores e CEO da KweraBits. Também apareceu na lista da BBC das 100 mulheres influentes do mundo em 2019.

## Biografia
Purity Kategaya Wako nasceu em Ibanda e, atualmente, vive em Kampala. Ela é casada com Joseph Elisha Wako e mãe de três filhos. Formou-se pela Faculdade de Economia da Universidade de Makerere (MUBS).
Ela atua como uma senga, pessoa que aconselha as mulheres a como satisfazerem sexualmente seus maridos. Mas seu olhar sobre sua atuação é moderno: ela aconselha as mulheres na direção de lutarem por direitos iguais no casamento. Ela fundou sua própria empresa, KweraBITS, para saúde, beleza e aconselhamento feminino, em 2013, e transformou milhares de vidas, especialmente mulheres.[carece de fontes?]
Em 2019, ela foi listada entre as 100 Mulheres da BBC, uma lista de 100 mulheres inspiradoras e influentes.